# Banca centrale della Mauritania
La Banque Centrale de Mauritanie (BCM) è la banca centrale della Mauritania; è l'istituto che emette la moneta nazionale, l'ouguiya mauritana, e che, più in generale, ne gestisce la politica monetaria.
La banca ha sede a Nouakchott e il suo attuale governatore è Kane Ousmane.

## Storia
La banca è stata creata con tre leggi risalenti rispettivamente al 1973, 1974 e al 1975